# Arnolfo di Metz
Arnolfo di Metz (Lay-Saint-Christophe, 13 agosto 582 – Remiremont, 18 luglio 641) è stato consigliere di diversi sovrani merovingi e vescovo di Metz; è venerato come santo dalla Chiesa cattolica.

## Origine
Arnolfo era discendente da una famiglia di antica origine, nobilissima e valorosissima, mentre, secondo altre fonti, era figlio di Arnoaldo di Metz, vescovo di Metz e margravio della Schelda, appartenente alla dinastia gallo-romana dei Ferreoli, mentre per altre ancora, con il supporto dello storico francese Christian Settipani, esperto di genealogie era figlio di un nobile franco di Austrasia, Bodogiselo, considerato nel XII secolo come appartenente ad una linea collaterale dei Merovingi: sempre secondo lo studioso, era la moglie Chrodoara a discendere dai Ferreoli, non Arnolfo.
Era pronipote di san Gandolfo, di un ramo cadetto dei merovingi e nobile dell'Austrasia e, alla fine della sua vita, vescovo di Tongres.

## Biografia
Arnolfo entrò al servizio della corte di Austrasia sotto Brunechilde, presentato a corte dal parente Gandolfo, la quale reggeva il trono per suo nipote Teodeberto II (596-612). Era un fervente devoto, venuto probabilmente in contatto con i missionari irlandesi che in quel periodo operavano in prossimità dei Vosgi.
Nel 612 Arnolfo venne improvvisamente nominato vescovo di Metz (capitale dell'Austrasia), nonostante non fosse nemmeno sacerdote ed avesse moglie e figli, conservando gli incarichi a corte.
Dopo la morte del re dei Franchi d'Austrasia e di Burgundia Teodorico II, insieme al consuocero Pipino di Landen, Arnolfo fu a capo della rivolta dell'aristocrazia e del clero di Austrasia. Nel 613 prima facilitarono l'ingresso in Austrasia del re di Neustria Clotario II e poi si rifiutarono di combattere agli ordini del re d'Austrasia e Burgundia, Sigeberto II, nello scontro con le truppe del re di Neustria Clotario II avvenuto sul fiume Aisne. Misero così fine al governo autoritario della reggente dei regni d'Austrasia e Burgundia Brunechilde e consegnando, in tal modo, i regni a Clotario II, che gli affidò l'educazione di suo figlio Dagoberto, di cui divenne anche consigliere.
Nel 622, su pressione dei potentati austrasiani, Clotario II fu costretto a proclamare re d'Austrasia suo figlio Dagoberto, che era ancora sotto la tutela di Arnolfo di Metz e di Pipino di Landen, Maestro di palazzo del regno d'Austrasia.
Collaborò a governare l'Austrasia con Pipino di Landen, che dopo il suo ritiro collaborò con Cuniberto, arcivescovo di Colonia.

Nel 627 si ritirò nell'eremo di Remiremont, nella Lorena, dove morì in fama di santità nel 641: il suo corpo venne traslato a Metz, dove venne sepolto nella basilica a lui intitolata e dove è venerato come patrono. Le fonti, forse stereotipatamente ispirate alla vita di san Martino di Tours, riferiscono come egli fosse in procinto di rinunciare alla carica perché più attratto da una vita monastica. L'essere vescovo della capitale dava ad Arnolfo anche importanti cariche amministrative, secondo il modello allora diffuso in Europa occidentale con le comunità cittadine raccolte attorno ai vescovi.
Arnolfo governò Metz con molto equilibrio e, nella chiesa da lui governata, apportò diverse modifiche.
Negli Annales Xantenses si fa riferimento ad Arnolfo come santo dicendo che morì nel 640 a Remiremont, dove fu sepolto. In un secondo tempo il corpo fu traslato a Metz, nella chiesa dei santissimi Apostoli, che nel 717 venne denominata basilica di sant'Arnolfo.
Dal matrimonio del figlio Ansegiso con Begga, figlia di Pipino di Landen, nacque Pipino di Herstal, bisnonno di Carlo Magno: per questo Arnolfo è considerato il capostipite della dinastia carolingia, dinastia messa in connessione con quella "arnolfingia".
Soprattutto i suoi discendenti, attraverso la carica di maestro di palazzo, che era ormai ereditaria, governarono il regno dei Franchi, ininterrottamente dal 687 al 751.
Di lui scrisse, su richiesta del vescovo di Metz Angilramno, Paolo Diacono nella sua opera Gesta Episcoporum Mettensium.

## Matrimoni e discendenza
Arnolfo sposò l'aristocratica Doda, della dinastia gallo-romana dei Ferreoli, dalla quale ebbe tre figli:
- Clodolfo (*610 †697), succedette al padre come vescovo di Metz;
- Ansegiso (*615 † Parigi, 685), consigliere di Sigeberto III sposò Begga, figlia di Pipino di Landen dall'unione dei quali nacque Pipino di Herstal[11];
- Walchiso (*? †?), fu il padre di san Vandregisilo[17].

## Le leggende
Su Arnolfo esistono molti aneddoti leggendari.

### La leggenda della birra
La leggenda più nota viene tramandata a proposito delle sue reliquie. Dopo la sua morte il nipote e successore come vescovo di Metz, Goerico, fece traslare le sue reliquie dall'abbazia di Remiremont a Metz. La traslazione venne effettuata sotto forma di processione a cui partecipavano circa cinquemila uomini, senza contare donne e bambini. Era il 18 luglio; il caldo estivo rendeva insopportabile il cammino ed il trasporto delle pesanti reliquie con il loro contenitore. La processione si fermò in un paesello di nome Champigneulles e nell'unica osteria del luogo era rimasto un solo boccale di birra. Ciascuno si accostò il boccale alla bocca, sperando nel miracolo da parte del già venerato come santo, Arnolfo, ed il miracolo accadde: tutti bevvero ed il boccale non rimase mai vuoto.

### La leggenda del pesce e dell'anello
L'autore del Liber Episcopi Mettensibus cita questa leggenda:

Un giorno, in penitenza per alcuni peccati, si trovò a transitare su un ponte che attraversava la Mosella, e guardando le impetuose e profonde acque sottostanti, non avendo alcuna fiducia di ottenere il perdono, si estrasse l'anello dal dito e lo scagliò in quell'acqua profonda, dicendo: «Non mi riterrò assolto da tutte le mie colpe finché non avrò recuperato questo anello che sto lanciando.».
Dopo alcuni anni, in un giorno di astinenza dalla carne, un pescatore consegnò alcuni pesci dove viveva Arnolfo. Sventrando il pesce, come era solito fare, colui che era preposto a tale operazione trovò quell'anello nell'intestino del pesce. Egli sorpreso dal fatto, ma non essendo a conoscenza della storia, consegnò l'anello al beato Arnolfo, che come vide l'anello immediatamente lo riconobbe e rese grazie a Dio onnipotente, sicuro della remissione dei suoi peccati, e da quel momento condusse una vita senza più cedimenti, ma si limitò maggiormente con lunghi digiuni.

### Fonti primarie
- (LA) Fredegario, Fredegarii scholastici chronicum cum suis continuatoribus, sive appendix ad sancti Gregorii episcopi Turonensis historiam Francorum.
- (LA) Annales Xantenses.
- (LA) Annales Marbacenses.
- (LA) Monumenta Germaniae historica: Liber de Episcopi Mittensibus.
- (LA) Monumenta Germaniae historica: Regum Francorum genealogiae.

### Letteratura storiografica
- Christian Pfister, La Gallia sotto i Franchi merovingi. Vicende storiche, in Storia del mondo medievale, Cambridge University Press, 1999,  pp. 688–711.
- Christian Pfister, La Gallia sotto i Franchi merovingi, istituzioni, in Storia del mondo medievale, Cambridge University Press, 1999,  pp. 712–742.